# A passo di danza
A passo di danza (Bunheads) è una serie televisiva statunitense ideata da Amy Sherman-Palladino e Lamar Damon, e trasmessa dal 2012 al 2013 per una sola stagione sul canale ABC Family.
Il titolo originale della serie è un termine slang dell'ambiente di ballo per indicare la pettinatura a chignon usata mentre si danza.
In Italia la serie è stata trasmessa in prima visione sul canale pay Mya a partire dal 12 marzo 2013.

## Produzione
La serie venne sviluppata per la prima volta da ABC Family nel mese di settembre del 2010 con il titolo di Strut ed un copione scritto da Lamar Damon e la cui produzione avrebbe dovuto partire entro la fine dell'anno; la sceneggiatura venne tuttavia ripensata e riscritta da Amy Sherman-Palladino che ne sarebbe stata anche la produttrice esecutiva. La serie ottenne un nuovo ordine di episodio pilota con il nome di Bunheads.
Il 28 settembre 2011 venne annunciato che Sutton Foster, una star di Broadway, era stata scelta per il ruolo della protagonista Michelle, mentre le riprese iniziarono nel mese di novembre dello stesso anno con la produzione e sceneggiatura della Sherman-Palladino.
L'11 febbraio 2012 ABC Family annunciò l'estensione di ordine per la serie dall'episodio pilota a dieci episodi e, quattro giorni dopo, venne annunciato l'ingresso nel cast di Kelly Bishop nell'importante ruolo ricorrente di Fanny Flowers, la suocera di Michelle. Il 9 giugno 2012 venne annunciato che le musiche della serie sarebbero state affidate a Sam Phillips che aveva già lavorato con la Palladino in Gilmore Girls.
Il 17 agosto 2012 la serie ricevette un ordine di ulteriori 8 episodi per la prima stagione che iniziarono ad essere trasmessi a partire dal mese di gennaio del 2013. Al termine della prima stagione, tuttavia, la rete decise di non rinnovare la serie.

## Trama
La storia racconta di Michelle, una showgirl di Las Vegas, con il sogno di sfondare come attrice teatrale di musical. Dopo l'ennesima audizione andata male, decide di sposarsi con Hubbell, un uomo che la corteggia da parecchio tempo. I novelli sposi si trasferiscono nella piccola cittadina di Paradise dove la madre di Hubbel gestisce un'accademia di danza e questa, venuta a sapere del matrimonio del figlio, organizza una festa. Dopo la festa però un tragico incidente coinvolge il novello sposo e così ad un solo giorno dal matrimonio, Michelle rimane vedova. Decide poi di rimanere nella piccola cittadina e finisce per insegnare con la nuova suocera nella scuola di danza. Le altre protagoniste del telefilm sono le allieve dell'accademia di danza: la turbolenta Sasha, la dolce Boo, l'insicura Ginny e la sarcastica Melanie, oltre agli altri bizzarri personaggi che popolano Paradise.

## Episodi
La prima stagione è stata trasmessa in prima visione negli Stati Uniti dall'11 giugno 2012 sul canale ABC Family; in Italia viene trasmessa per la prima volta su Mya dal 12 marzo 2013.
| Stagione       | Episodi | Prima TV USA | Prima TV Italia |
| -------------- | ------- | ------------ | --------------- |
| Prima stagione | 18      | 2012-2013    | 2013            |

## Personaggi e interpreti

### Personaggi principali
- Michelle Simms, interpretata da Sutton Foster.
- Bettina "Boo" Jordan, interpretata da Kaitlyn Jenkins.
- Sasha Torres, interpretata da Julia Goldani Telles.
- Virginia "Ginny" Thompson, interpretata da Bailey De Young.
- Melanie "Mel" Segal, interpretata da Emma Dumont.
- Fanny Flowers (ricorrente), interpretata da Kelly Bishop.

### Personaggi secondari
- Claire Thompson interpretata da Kiersten Warren.
- Hubbell Flowers, interpretato da Alan Ruck.
- Truly Stone, interpretata da Stacey Oristano.
- Talia, interpretata da Angelina McCoy.
- Rico, interpretato da Gregg Henry.
- Sam, interpretata da Rose Abdoo.
- Sal Russano, interpretato da Jon Polito.
- Carl Cramer, interpretato da Casey Adler.
- Nanette Jordan, interpretata da Jennifer Hasty.
- Anastasia Torres, interpretata da Julie Claire.
- Charlie Segal, interpretato da Zak Henri.
- Dez, interpretato da Paul James Jordan.
- Godot, interpretato da Nathan Parsons.
- Michael, interpretato da Richard Gant.
- Roman, interpretato da Garrett Coffey.
- Cozette, interpretata da Jeanine Mason.
- Frankie, interpretato da Niko Pepaj.
- Milly Stone, interpretata da Liza Weil.
- Scotty Simms, interpretato da Hunter Foster.